# 31 марта
31 марта — 90-й день года (91-й в високосные годы) по григорианскому календарю.
До конца года остаётся 275 дней.
До 15 октября 1582 года — 31 марта по юлианскому календарю, с 15 октября 1582 года — 31 марта по григорианскому календарю.
В XX и XXI веках соответствует 18 марта по юлианскому календарю.

## Праздники и памятные дни
См. также: Категория:Праздники 31 марта

### Международные
- Международный день резервного копирования[2] (День бэкапа)
- Международный день видимости трансгендерных людей

### Национальные
- Азербайджан, День геноцида азербайджанцев.
- Мальта, День свободы (в этот день в 1979 закончилось продолжавшееся 79 лет британское военное присутствие на Мальте).
- США, Виргинские острова, День передачи.
- США, Калифорния, День Сесара Чавеса.

### Религиозные

#### Католицизм
- Память Бальбины Римской;
- память Акакия, епископа Малатьи;
- память святого Бенджамина[англ.];
- память Анесия.

#### Православие[3][4]
- Память святителя Кирилла, архиепископа Иерусалимского (386);
- память священномученика Димитрия Розанова, пресвитера, преподобномученицы Наталии (Баклановой), инокини (1938);
- память мучеников Трофима и Евкарпия (ок. 300);
- память преподобного Анина, пресвитера.

### Именины
- Католические: Акакий, Анесий, Бальбина, Бенджамин.
- Православные: Анин, Дмитрий, Евкарпий, Кирилл, Наталия, Трофим[3][4].

## События
См. также: Категория:События 31 марта

### До XIX века
- 1284 — Епископ Эли (Илийский) основал Питерхаус — сегодня это самый старый и самый маленький колледж Кембриджского университета.
- 1492 — В Испании обнародован Альгамбрский эдикт — указ королевских величеств Фердинанда II Арагонского и Изабеллы I Кастильской об изгнании евреев из страны.
- 1770 — Английский мореплаватель Джеймс Кук, обследовав Новую Зеландию и выяснив, что она — остров, покидает её и берёт курс на запад — на Австралию.

### XIX век
- 1814 — В 2 часа ночи в селении Лавилет была подписана капитуляция Парижа. Во французскую столицу с триумфом вошли русские войска во главе с императором Александром I.
- 1831
  - Квебек и Монреаль получили статус городов[источник не указан 473 дня].
  - Польское восстание: сражение при Дембе-Вельке.
- 1856 — евреям запретили служить на российском флоте.
- 1889 — в Париже состоялось торжественное открытие Эйфелевой башни. Конструктор башни Гюстав Эйфель водрузил на вершине башни французский флаг. Взбираться наверх тогда приходилось по ступенькам.
- 1893 — американец Уиткомб Джадсон изобрёл новую застёжку, названную «молнией»[источник не указан 473 дня].
- 1900
  - Во Франции принят закон, ограничивающий рабочий день женщин и детей 11 часами[источник не указан 473 дня].
  - Первая реклама автомобилей появилась в американской общенациональной газете Saturday Evening Post. Одна филадельфийская компания поместила его под девизом «Автомобили, которые приносят удовлетворение».

### XX век
- 1901 — выпуск первого автомобиля с названием Mercedes.
- 1909 — заложен пассажирский лайнер «Титаник».
- 1918 — США впервые переходят на летнее время.
- 1922 — Массовое убийство на Хинтеркайфеке.
- 1923
  - В Нью-Йорке прошёл первый танцевальный марафон. Победительницей стала Алма Каммингс, продержавшаяся на ногах 27 часов.
  - Муссолини ограничивает рабочий день в Италии 8 часами.
- 1940
  - в Нью-Йорке открыт аэропорт «Ла-Гуардия».
  - Карело-Финская ССР стала 12-й республикой в составе СССР после присоединения захваченных в ходе советско-финской войны финских территорий (просуществовала в этом статусе до 1956 года, ныне Карелия в составе РФ).
- 1949 — Ньюфаундленд становится 10-й провинцией Канады.
- 1954 — СССР обратился к НАТО с инициативой принять его в члены организации. Североатлантический альянс через некоторое время отверг это предложение.
- 1955 — советское правительство приняло решение возвратить ГДР сокровища Дрезденской галереи.
- 1958 — выпущена как сингл инструментальная композиция Линка Рея «Rumble», оказавшая гигантское влияние на развитие рок-музыки.
- 1965 — Дала ток первая в СССР Паужетская экспериментальная геотермальная электростанция (Камчатка).
- 1966 — с космодрома Байконур осуществлён пуск ракеты-носителя «Молния», которая вывела на траекторию полёта к Луне советскую автоматическую межпланетную станцию Луна-10.
- 1967 — После решения Франции о выходе из военной организации НАТО штаб-квартира организации была переведена из Парижа в столицу Бельгии Брюссель.
- 1967 — Джими Хендрикс впервые сжёг свою гитару во время концерта. Зрители, собравшиеся в лондонском Финсбери Парк, обезумели, а Джими пришлось впоследствии регулярно завершать свои выступления подобным образом.
- 1968 — детройтская конференция «чёрного правительства» провозглашает цель создания республики Новая Африка на территории южных штатов США.
- 1971 — под Ворошиловградом произошла катастрофа самолёта Ан-10А Приволжского УГА Аэрофлота, погибли 65 человек.
- 1973 — в хит-параде Billboard 200 дебютировал альбом The Dark Side of the Moon группы Pink Floyd, который будет оставаться там в течение 14 лет.
- 1976 — Led Zeppelin выпустили свой шестой студийный альбом Presence.
- 1986 — катастрофа Boeing 727 под Мараватио компании Mexicana de Aviacion, погибли 167 человек.
- 1989 — впервые советский хоккеист сыграл в матче регулярного сезона НХЛ.
- 1991
  - на внеочередном совещании Политического консультативного комитета стран Варшавского договора принято решение об упразднении военных структур организации.
  - В Албании впервые проходят многопартийные выборы.
  - На референдуме в Грузии 99 % населения голосует за независимость.
- 1992
  - В Москве подписан Федеративный договор.
  - Из состава ВМФ США выведен последний линкор USS Missouri.
  - Инцидент с Boeing 707 над Дромом: над французскими Альпами у самолёта компании Trans Air Service (арендован нигерийской Kabo Air) оторвались оба правых двигателя. Пилоты смогли совершить благополучную посадку на авиабазе Истр.
- 1995 — вблизи Бухареста потерпел крушение самолёт Airbus A310 компании TAROM, погибли 60 человек.
- 1999 — на экраны США вышел фильм «Матрица».

### XXI век
- 2004 
  - Штурмовая винтовка TAR-21 «Тавор» принята на вооружение Армии обороны Израиля.
  - Засада в Эль-Фаллудже.
- 2005 — группой астрономов во главе с профессором Майклом Брауном была открыта карликовая планета Макемаке.
- 2017 — на аэродроме Святошин в Киеве совершил первый полёт самолёт Ан-132D, разрабатываемый АНТК «Антонов».
- 2018 — из Гюмри стартовал двухнедельный марш на Ереван (одна из дат начала Бархатной революции в Армении).
- 2019 — первый тур выборов президента Украины.

## Родились
См. также: Категория:Родившиеся 31 марта

### До XVIII века
- 250 — Констанций I Хлор (ум. 306), римский император — как Цезарь в 293—305 гг., как Август в 305—306 гг.; отец Константина Великого, основатель династии Константинов.
- 1373 — Екатерина Ланкастерская (ум. 1418), английская принцесса из дома Ланкастеров, дочь Джона Гонта, королева Кастилии и Леона.
- 1499 — Пий IV (в миру Джованни Анджело де Медичи; ум. 1565), 224-й Папа Римский (1559—1565).
- 1519 — Генрих II (ум. 1559), французский король (1547—1559).
- 1596 — Рене Декарт (ум. 1650), французский философ, математик и физик; положил начало аналитической геометрии.
- 1621 — Эндрю Марвелл (ум. 1678), английский поэт.
- 1635 — Патрик Гордон (ум. 1699), шотландский и российский военачальник, генерал и контр-адмирал русской службы.
- 1675 — Бенедикт XIV (в миру Просперо Ламбертини; ум. 1758), 247-й Папа Римский (1740—1758).
- 1684 — Франческо Дуранте (ум. 1755), итальянский композитор, основатель Неаполитанской школы оперы.
- 1685 — Иоганн Себастьян Бах (ум. 1750), немецкий композитор и органист, представитель эпохи барокко.

### XVIII век
- 1729 — Анри-Луи Лёкен (ум. 1778), французский актёр, исполнитель главных ролей в премьерах пьес Вольтера.
- 1732 — Франц Йозеф Гайдн (ум. 1809), великий австрийский композитор.
- 1752 — Гавриил Добрынин (ум. 1824), русский писатель-мемуарист.
- 1788 — Рама III (или Чессадабодиндра; ум. 1851), король Сиама (1824—1851), из династии Чакри.
- 1800 — Осип Сенковский (псевдоним Барон Брамбеус; ум. 1858), российский писатель, журналист, издатель, учёный-востоковед, член-корреспондент Петербургской АН.

### XIX век
- 1811 — Роберт Вильгельм Бунзен (ум. 1899), немецкий химик, открывший цезий и рубидий, изобретатель газовой горелки.
- 1822 — Дмитрий Григорович (ум. 1900), русский писатель и искусствовед.
- 1838 — Леон Дьеркс (ум. 1912), французский поэт.
- 1843 — Мария Кривополенова (ум. 1924), русская сказительница, сказочница, песенница.
- 1856 — Александр Введенский (ум. 1925), русский философ, психолог, логик.
- 1858 — Роман Клейн (ум. 1924), российский архитектор, реставратор и педагог, академик.
- 1860 — Родни Джипси Смит (ум. 1947), английский проповедник-евангелист, цыган по происхождению.
- 1872
  - Артур Гриффит (ум. 1922), ирландский журналист, политик, революционер, основатель и 3-й лидер партии «Шинн Фейн».
  - Сергей Дягилев (ум. 1929), меценат, продюсер, организатор группы «Мир искусства», труппы «Русский балет Дягилева».
  - Александра Коллонтай (ум. 1952), российская революционерка, советский политический деятель, первая в мире женщина-посол, лидер «рабочей оппозиции» в РКП(б).
- 1882 — Корней Чуковский (наст. имя Николай Корнейчуков; ум. 1969), российский и советский детский писатель, критик, литературовед, переводчик.
- 1890 — сэр Уильям Лоренс Брэгг (ум. 1971), английский физик, лауреат Нобелевской премии (1915).
- 1893 — Клеменс Краусс (ум. 1954), австрийский дирижёр и оперный импресарио.
- 1896 — Вальтер Беккья (ум. 1976), итальянский автомобильный конструктор, разработчик двигателей, создатель оригинального двигателя для Citroën 2CV.

### XX век
- 1902 — Андрей Юмашев (ум. 1988), советский лётчик-испытатель, генерал-майор авиации, Герой Советского Союза.
- 1903 — Иван Ром-Лебедев (наст. фамилия Лебедев; ум. 1989), цыганский актёр, драматург, гитарист, один из организаторов цыганского театра «Ромэн», народный артист РСФСР.
- 1905 — Роберт Стивенсон (ум. 1986), английский и американский кинорежиссёр.
- 1906 — Синъитиро Томонага (ум. 1979), японский физик, лауреат Нобелевской премии (1965).
- 1907 — Маркар Седракян (ум. 1973), советский специалист коньячного производства, заслуженный инженер Армянской ССР (1961), Герой Социалистического Труда (1971). Создатель многих известных марок армянского коньяка.
- 1911 — Элизабет Грюммер (ум. 1986), немецкая оперная певица (сопрано).
- 1914 — Октавио Пас (ум. 1998), мексиканский поэт, эссеист, переводчик, публицист, лауреат Нобелевской премии (1990).
- 1923 — Шошана Дамари (ум. 2006), израильская певица йеменского происхождения, лауреат Госпремии Израиля (1988).
- 1926 — Джон Фаулз (ум. 2005), английский писатель («Женщина французского лейтенанта», «Волхв» и др.).
- 1927
  - Владимир Ильюшин (ум. 2010), заслуженный лётчик-испытатель СССР, Герой Советского Союза.
  - Сесар Эстрада Чавес (ум. 1993), американский правозащитник, борец за социальные права трудящихся и мигрантов.
- 1928 — Горди Хоу (ум. 2016), канадский хоккеист, 4-кратный обладатель Кубка Стэнли.
- 1932 — Нагиса Осима (ум. 2013), японский кинорежиссёр («Империя чувств» и др.), сценарист, актёр.
- 1934
  - Карло Руббиа, итальянский физик, лауреат Нобелевской премии (1984).
  - Ричард Чемберлен (ум. 2025), американский актёр кино и телевидения, певец.
- 1935 — Герб Алперт, американский джазовый трубач и композитор.
- 1937 — Евгений Лазарев (ум. 2016), актёр театра и кино, театральный режиссёр, педагог, заслуженный артист РСФСР.
- 1938
  - Сергей Бархин (ум. 2020) советский и российский сценограф, художник книги, архитектор, писатель, народный художник РФ.
  - Александр Збруев, актёр театра и кино («Большая перемена», «Батальоны просят огня» и др.), народный артист РСФСР.
- 1939
  - Звиад Гамсахурдия (убит в 1993), грузинский писатель, учёный и политик, 1-й президент Грузии (1991—1992).
  - Фолькер Шлёндорф, немецкий кинорежиссёр, лауреат «Оскара».
  - Карл-Хайнц Шнеллингер (ум. 2024), немецкий футболист, призёр чемпионатов мира (1966, 1970), лучший футболист ФРГ (1962).
- 1943
  - Рой Андерссон, шведский кинорежиссёр.
  - Кристофер Уокен, американский актёр кино и телевидения, лауреат «Оскара» и др. наград.
- 1944 — Мик Ральфс (ум. 2025), британский и английский гитарист, автор песен, который был одним из основателей рок-групп Mott the Hoople и Bad Company.
- 1946 — Клаус Вольферман (ум. 2024), западногерманский метатель копья, олимпийский чемпион (1972); мировой рекордсмен (1973).
- 1948
  - Владимир Винокур, артист эстрады, юморист, певец, телеведущий, педагог, народный артист РСФСР.
  - Альберт Гор, американский государственный деятель, 45-й вице-президент, лауреат Нобелевской премии мира (2007).
- 1950 — Андраш Адорьян (ум. 2023), венгерский шахматист, гроссмейстер.
- 1954 — Лайма Вайкуле, советская и латвийская эстрадная певица, актриса.
- 1955 — Ангус Янг, гитарист и автор песен австралийской рок-группы AC/DC.
- 1960 — Иэн Макдональд, ирландский писатель-фантаст.
- 1964 — Александр Турчинов, украинский политический и государственный деятель.
- 1965 — Том Баррассо, американский хоккеист, вратарь, двукратный обладатель Кубка Стэнли.
- 1967 — Нуржан Нуржигитов, казахстанский государственный деятель, аким Жамбылской области (2022—2023), министр водных ресурсов и ирригации Казахстана (с 2023).
- 1968
  - Сезар Сампайо, бразильский футболист.
  - Всеволод Чаплин (ум. 2020), священник Русской православной церкви, богослов.
- 1970 — Аленка Братушек, словенский политический деятель, премьер-министр Словении (2013—2014).
- 1971
  - Павел Буре, советский и российский хоккеист, чемпион мира (1990) и Европы (1991).
  - Юэн Макгрегор, шотландский актёр, лауреат «Золотого глобуса и двух премий BAFTA.
- 1972
  - Алехандро Аменабар, чилийский и испанский кинорежиссёр.
  - Факундо Арана, аргентинский киноактёр.
  - Алёна Бабенко, актриса театра, кино и телевидения, продюсер, заслуженная артистка России.
- 1974 — Натали (наст. имя Наталья Рудина), советская и российская певица, автор песен, актриса, телеведущая.
- 1981 — Мартен ван дер Вейден, нидерландский пловец, олимпийский чемпион (2008).
- 1982 — Хлоя Чжао, американский кинорежиссёр, сценаристка, продюсер, лауреат премий «Оскар», «Золотой глобус» и других.
- 1984 — Мартинс Дукурс, латвийский скелетонист, 6-кратный чемпион мира, 12-кратный чемпион Европы.
- 1990 — Георгий Макаридзе, грузинский футболист.
- 1992 — Кэйтлин Карвер, американская актриса.
- 1993 
  - Markul (наст. имя Марк Маркул), российский хип-хоп-исполнитель, певец, автор песен.
  - Матвей Елисеев,  российский биатлонист, бронзовый призёр чемпионата мира 2019 года в эстафете.
- 1996 — Лайза Коши, американская актриса, видеоблогер и юмористка.

## Скончались
См. также: Категория:Умершие 31 марта

### До XIX века
- 1217 — Александр Неккам (р. 1157), английский богослов, философ.
- 1461 — Иона Московский, последний московский святитель, носивший титул митрополита Киевского и всея Руси.
- 1547 — Франциск I (р. 1494), французский король (с 1515) из Ангулемской ветви династии Валуа.
- 1621 — Филипп III (р. 1578), король Испании и Португалии (1598—1621).
- 1631 — Джон Донн (р. 1572), английский поэт, крупнейший представитель метафизического направления.
- 1685 — Хуан Идальго (р. 1614), испанский композитор, арфист.
- 1703 — Иоганн Кристоф Бах (р. 1642), немецкий композитор и органист, двоюродный дядя И. С. Баха.
- 1727 — Исаак Ньютон (р. 1643), английский физик, математик и астроном, один из создателей классической физики.

### XIX век
- 1837
  - Наталья Загряжская (р. 1747), фрейлина Екатерины II, один из прототипов пушкинской Пиковой дамы.
  - Джон Констебл (р. 1776), английский художник-романтик.
- 1842 — Михаил Орлов (р. 1788), русский военный и государственный деятель, генерал-майор, декабрист.
- 1855 — Шарлотта Бронте (р. 1816), английская поэтесса и писательница-романистка.
- 1869 — Аллан Кардек (наст. имя Ипполит Леон Денизар-Ривай; р. 1804), французский педагог и философ, основоположник спиритизма.
- 1876 — Юрий Самарин (р. 1819), русский философ, историк, публицист.
- 1877 — Антуан Огюст Курно (р. 1801), французский математик, экономист и философ, предшественник математической школы.
- 1885 — Франц Абт (р. 1819), немецкий композитор.
- 1894 — Павел Яблочков (р. 1847), русский электротехник, изобретатель и предприниматель.
- 1898 — покончила с собой Элеонора Эвелинг (р. 1855), деятельница социалистического движения в Великобритании, суфражистка, дочь Карла Маркса.
- 1900 — Йозеф Грубер (род. в 1827), австрийский отолог, профессор Венского университета.

### XX век
- 1907 — Лео Таксиль (наст. имя Мари Жозеф Габриэль Антуан Жоган-Пажес; р. 1854), французский писатель, журналист и общественный деятель.
- 1913 — Джон Пирпонт Морган (р. 1837), американский финансист, промышленник, создатель компании General Electric.
- 1915 — Уиндхем Холсуэлл (р. 1882), британский легкоатлет, олимпийский чемпион.
- 1917 — Эмиль фон Беринг (р. 1854), немецкий микробиолог, иммунолог, лауреат первой Нобелевской премии по физиологии и медицине (1901).
- 1943 — Павел Милюков (р. 1859), русский политический деятель, историк и публицист, Министр иностранных дел Временного правительства, эмигрант.
- 1945
  - Казнена монахиня Мария (в миру Елизавета Скобцова; р. 1891), русская поэтесса, мемуаристка, публицист, общественный деятель, участница французского Сопротивления.
  - Ханс Фишер (р. 1881), немецкий химик-органик и биохимик, доктор медицины, лауреат Нобелевской премии (1930).
- 1948 — Эгон Эрвин Киш (р. 1885), чешско-немецкий журналист, писатель, участник Интербригад.
- 1949 — Фридрих Бергиус (р. 1884), немецкий химик-технолог, лауреат Нобелевской премии (1931).
- 1952 — Вальтер Шелленберг (р. 1910), начальник внешней разведки службы безопасности нацистской Германии.
- 1957 — Джин Локхарт (р. 1891), канадский актёр, певец и драматург.
- 1959 — Глеб Кржижановский (р. 1875), советский государственный и партийный деятель, учёный-энергетик, экономист, вице-президент АН СССР.
- 1967
  - Александр Бакулев (р. 1890), учёный-хирург, академик АН СССР, один из основоположников советской сердечно-сосудистой хирургии.
  - Родион Малиновский (р. 1898), Маршал Советского Союза, министр обороны СССР, дважды Герой Советского Союза.
- 1968 — Элли Ней (р. 1882), немецкая пианистка и музыкальный педагог.
- 1970 — Семён Тимошенко (р. 1895), Маршал Советского Союза, дважды Герой Советского Союза.
- 1975 — Ольга Андровская (р. 1898), актриса театра и кино, педагог, народная артистка СССР.
- 1976 — Пол Стренд (р. 1890), американский фотограф, кинодокументалист, один из родоначальников документальной фотографии.
- 1978 — Чарльз Герберт Бест (р. 1899), канадский врач и физиолог.
- 1980 — Джесси Оуэнс (р. 1913), американский легкоатлет (бег, прыжки в длину), 4-кратный олимпийский чемпион (1936).
- 1983 — Карандаш (наст. имя Михаил Румянцев; р. 1901), клоун, народный артист СССР, Герой Социалистического Труда.
- 1990 — Сергей Зеньковский (р. 1907), русский историк, славист, эмигрант.
- 1993 — Брэндон Ли (р. 1965), гонконгский и американский актёр, мастер восточных единоборств.
- 1995 — убита Селена (полн. имя Селена Кинтанилья-Перес; р. 1971), американская певица мексиканского происхождения.
- 1997 — Николай Байтеряков (р. 1923), народный поэт Удмуртии.

### XXI век
- 2001 — Клиффорд Гленвуд Шалл (р. 1915), американский физик, лауреат Нобелевской премии (1994).
- 2003 — Семён Липкин (р. 1911), советский и российский поэт, переводчик.
- 2008 — Жюль Дассен (р. 1911), американский и французский кинорежиссёр и актёр.
- 2012 — Наум Ардашников (р. 1931), кинооператор и кинорежиссёр, заслуженный деятель искусств РСФСР.
- 2016
  - Ганс-Дитрих Геншер (р. 1927), немецкий политик и государственный деятель.
  - Заха Хадид (р. 1950), ирако-британская женщина-архитектор и дизайнер.
- 2017 — Михаил Калик (р. 1927), советский и израильский кинорежиссёр.
- 2020 — Леонид Зорин (наст. фамилия Зальцман; р. 1924), советский и российский писатель, поэт, переводчик, драматург, сценарист.
- 2024 — Барбара Раш (р. 1927), американская актриса.
- 2025 — Ив Буассе (р. 1939), французский режиссёр и сценарист.

## Народный календарь и приметы
Кирилл — дери полоз.
- К этому времени наст на дорогах тает, ездить на санях становится сложно.
- Коли на склонах холмов появляются первые цветы мать-и-мачехи, значит начало апреля будет тёплым[5].